# Ponte da Baía de Kola
A Ponte da Baía de Kola (em russo: Мост через Кольский залив) atravessa a baía da península de Kola em Murmansque, na Rússia. Ela é a ponte para automóveis mais longa do mundo ao norte do círculo polar (a ponte ferroviária Yuribey, também na Rússia, é a única mais longa no ártico). Com uma extensão de 1,6 quilómetros, e 2,5 quilómetros se a via for tomada em consideração a, é a 9ª ponte mais longa da Rússia desde 2010. A primeira fase foi construída entre 1992 e 2004, e inaugurada em 11 de outubro de 2005. A construção da segunda fase ainda prossegue.